# Araeosoma thetidis
Araeosoma thetidis is een zee-egel uit de familie Echinothuriidae.
De wetenschappelijke naam van de soort werd in 1909 gepubliceerd door Hubert Lyman Clark.